# Kościół Świętej Rodziny w Jasieniu
Kościół Świętej Rodziny w Jasieniu – polski rzymskokatolicki kościół filialny znajdujący się we wsi Jasienie w gminie Lasowice Wielkie, należący do dekanatu kluczborskiego.

## Historia i wyposażenie
Informacje na temat kościoła pw. Świętej Rodziny w Jasieniu są bardzo skąpe, ponieważ wszystkie dokumenty dotyczące tego faktu uległy zniszczeniu podczas pożaru budynku plebanii w Lasowicach Wielkich w 1945 roku.
Jako datę powstania kościoła przyjmuje się 1908 rok. Potwierdza to dokument znaleziony podczas remontu w wieży kościoła. Dokument schowany był w małym cynowym pudełku. Spisany został po łacinie i opatrzony biskupią pieczęcią.
W Archiwum Państwowym w Opolu odnalezione zostały dokumenty, których treść dotyczy budowanego w Jasieniu kościoła. Większość z nich to sprawozdania z posiedzeń Rady Parafialnej. Wynika z nich, że planowano nie budowę kościoła w Jasieniu a jedynie kaplicy pogrzebowej na istniejącym już cmentarzu.
Przez okres kilku lat kaplica przekształciła się w Kościół pod wezwaniem Świętej Rodziny.
W kościele w Jasieniu znajdują się dwa ołtarze, mianowicie ołtarz główny Świętej Rodziny oraz ołtarz boczny z wizerunkiem Świętej Teresy od Dzieciątka Jezus. Ołtarz główny wykonany został w pobliskim Kuniowie.
Pierwszy poważny remont kościoła przeprowadzono w 1960 roku. Rozbudowano wtedy tylną część kościoła. Dobudowane zostały lewa i prawa strona przy wieży. Po lewej stronie dobudowano klatkę schodową. Po prawej natomiast wygospodarowano miejsce na konfesjonał. We wrocławskiej ludwisarni zamówiono dwa dzwony. Do Kluczborka dotarły one pociągiem, a stamtąd furmankami przewieziono je do Jasienia. Jeden dzwon mniejszy poświęcono świętej Teresie, a drugi większy Najświętszej Marii Pannie.
W 1986 roku rozpoczęła się kolejna rozbudowa kościoła. Powiększono przednią część, wyrównano zakrystie i rozbudowano prezbiterium. W 1993 roku kompleksowy remont przeszły jasieńskie organy, wymieniono również wszystkie drewniane elementy. W 2005 roku wyremontowany został w całości dach kościoła (zdjęto starą, zniszczoną dachówkę a położono nową). Ostatni większy remont miał miejsce w lipcu 2008 roku, gdzie wymieniono chodnik wokół kościoła. Kolejny remont przeprowadzono na początku 2013 roku. Wnętrze kościoła zostało odnowione oraz zostało wymienione nagłośnienie wraz z witrażami.